# Мечеть Фатих (Дуррес)
Мечеть Фатих (алб. Xhamia Fatih) или Старая мечеть (алб. Xhamia e vjetër) или Маленькая мечеть (алб. Xhamia e vogël) — мечеть, расположенная в центре города Дуррес в Албании. Это третья по возрасту мечеть в стране, объявленная памятником культуры Албании в 1973 году.

## История и архитектура
Мечеть Фатих была построена турками на руинах христианской базилики, после захвата города Диррахия. От старого здания остались лишь несколько остатков стен, включая северную аркаду и западную стену.
Мечеть Фатих была построена между 1502 и 1503 годами и названа в честь завоевателя Константинополя султана Мехмеда II «Завоевателя» (араб. محمد الفاتح‎; тур. Mehmet Fatih). Это первое сооружение, построенное в Дурресе после завоевания его османами в 1502 году. После руин мечети в Берате (построенной в 1380 году) и мечети Мирахор в Корче (построенной в 1494-1496 гг.) мечеть Фатих является третьим старейшим мусульманским храмом в Албании.
В коммунистическую эпоху диктатором Энвером Ходжа был введен запрет на религию. Поэтому с 1967 года мечеть оставалась закрытой для верующих в течение 23 лет. Минарет был разрушен, а от его осталась только основа. Когда в 1990 году Албания начала переход к демократии и все места отправления культа в стране были вновь открыты, мечеть Фатих также открыла свои двери.  
В начале 2000-х с помощью Министерства туризма, культуры, молодежи и спорта и Мусульманской общины Албании началась реконструкция мечети.  Она обошлась в общей сложности 5 миллионов леков (примерно 35 000 евро). Были восстановлены крыша, внешний фасад, двери и окна из дерева и металлические ограждения. В марте 2011 года ремонтные работы в мечети были завершены.  

## Описание
Мечеть Фатих расположена в историческом центре Дурреса, рядом с крепостными стенами венецианской эпохи.
Мечеть состоит из главного здания и минарета, примыкающего к северо-западу. Он оштукатурен в белый цвет и довольно узок по отношению к основанию. Первый минарет был немного шире и лучше приспособлен к большому основанию. Крыша минарета окрашена в голубой цвет и имеет форму кончика карандаша. Мечеть очень проста, имеет правильную и оригинальную четырехугольную форму. Она покрыта крышей, в отличие от других купольных мечетей. Прямоугольная молитвенная комната находится в главном здании. Внутренняя отделка, окна и двери изготовлены из древесного материала.